# Symfonie in F (Bax)
Arnold Bax rondde zijn Symfonie in F mineur en majeur af op 3 april 1907.
Het was, alhoewel ongeveer zijn honderdste werk, zijn eerste poging tot een symfonie. Bax had kennelijk een grootse symfonie voor ogen, want deze symfonie zou de langste zijn die hij zou schrijven. Hij zag echter geen kansen tot uitvoering in het verschiet liggen en liet de orkestratie van het werk achterwege. Het geheel belandde in de la om er tijdens zijn leven niet meer uit te komen. De officiële reeks aan symfonieën startte in 1922 met Symfonie nr. 1. In de zoektocht naar ongespeeld repertoire van Bax en wellicht ook de zoektocht naar de complete werklijst van de componist kwam het werk weer aan de oppervlakte. Voor de opname van Dutton Vocalion verzorgde de dirigent Martin Yates de orkestratie. Het is dan ruim een eeuw later (2013). Musicoloog Lewis Foreman, die ook een biografie over de componist schreef, meldde in het begeleidend boekwerkje voorts dat de symfonie grotendeels geschreven is in Dresden, tijdens een hevige verliefdheid. De muziek werd ingedeeld als romantisch.
Het werk werd geschreven in vier delen:
- Allegro molto vivace – Molto piu lento (andante) – Allegro molto vivace
- Andante con moto – Molto maestoso – Andante poco maestose
- Intermezzo: Tempo di valsero
- Finale: Molto vivace – poco maestoso – Allegretto (grazioso) – Presto – Tranquillo – poco marcia – Allegretto (grazioso) – Alla breve – Presto.

Tot een publieke uitvoering kwam het niet (gegevens 2016).